# Vi böre oss städs reda
Vi böre oss städs reda är en svensk psalm skriven av Haquinus Magni Ausius. Psalmen bearbetade senare av Jakob Boëthius.

## Publicerad i
- Den svenska psalmboken 1694 som nummer 326 under rubriken "Emot Okyskhet och Skiörlefnad".
- 1695 års psalmbok som nummer 277 under rubriken "Emot Okyskhet och Skörlefnad".[1]